# 智慧新城站
智慧新城站是佛山地铁2号线的一个车站，位于中国广东省佛山市禅城区广佛高速与季华二路上下交界处西侧的地底。车站于2021年12月28日随佛山地铁2號線一期开通而启用。

## 车站结构

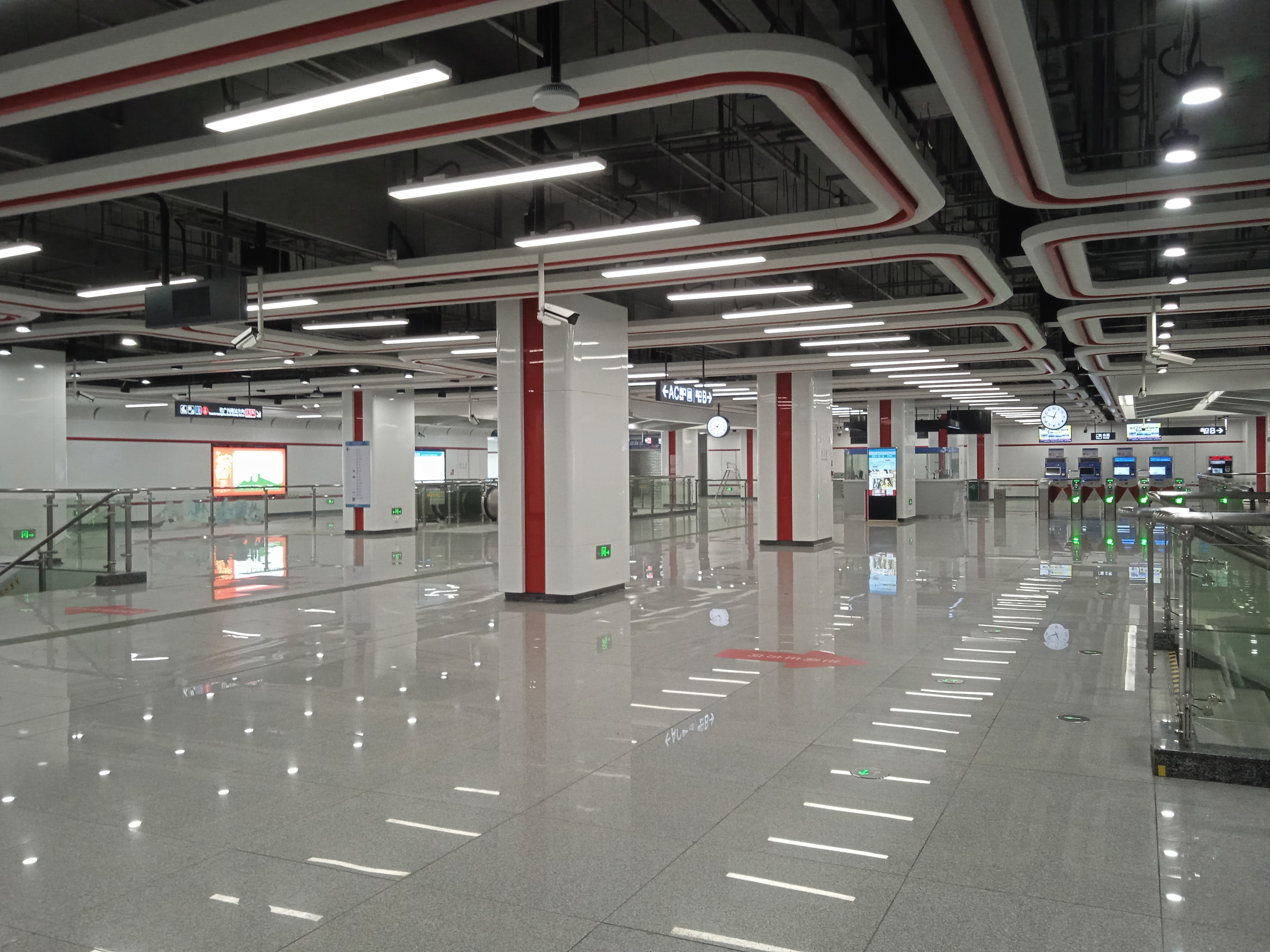
站厅

### 车站楼层
本站共有二层，地面为车站各出入口，地下一層為站廳，地下二層為2號綫和未来4号线共用的月台。
| 地下一层 | 站厅     | 售票機、客服中心、商店、警务室、安检设施 |  |  |
| 地下二层 |          | 预留 █4号线（現狀封閉）                  |  |  |
|          | 岛式站台 |                                          |  |  |
|          | 1 站台   | █2号线 广州南站方向（下站：张槎）        |  |  |
|          | 2 站台   | █2号线 南庄方向（下站：绿岛湖）          |  |  |
|          | 岛式站台 |                                          |  |  |
|          |          | 预留 █4号线（現狀封閉）                  |  |  |

### 月台
本站设有2个岛式站台，位于季华二路的地底。目前2號線只使用內側的1號和2號站台；而外側站台則被假牆封閉，留待4號線開通後使用。因此在乘客眼中，本站只設有一對側式站台。
本站两个站台均设有卫生间，均设于站台层往南庄方向。

### 出入口
智慧新城站启用时设有4个出入口供乘客进出。2024年12月28日，车站C口旁连通上盖物业东基·禅西环宇城的通道正式启用。
|                                           |                                                       |      |          | |
| 編號                                      | 设施                                                  | 图像 | 出口指示 | 建議前往的目的地                                                                                     |
| A                                         | 扶手电梯标志                                          |      | 季华二路 | 季华大桥东公交车站（东行）、季华大桥公交车站（东行）                                                 |
| B                                         | 盲道标志 · 扶手电梯标志                               |      | 季华二路 | 智慧新城、禅城区行政服务中心智慧新城大厅、地铁智慧新城公交车站（东行）、华宝路口公交车站（东行）     |
| C1                                        | 盲道标志 · 扶手电梯标志                               |      | 季华二路 | 童梦天下、季华大桥东公交车站（西行）、张槎莲塘公交车站、莲丰工业区公交车站、季华大桥公交车站（西行） |
| C2                                        | 盲道标志 · 升降机标志 · 无障碍通道标志 · 扶手电梯标志 |      | 季华二路 | 华宝路口公交车站（西行）、地铁智慧新城公交车站（西行）                                               |
| 註： 設有 \| 設有 \| 設有 \| 設有扶手電梯 |                                                       |      |          | |

## 接驳交通
本站附近设有地铁智慧新城站公交站。
| 公交（地铁智慧新城站） \| 编号 \| 编号 \| 线路 \| 线路 \| 线路 \| 收费 \| 备注 \| \| ------ \| ----- \| -------------------- \| -------------------- \| -------------------- \| -------------------- \| -------------------- \| \| \| 117 \| 镇安公交首末站 \| ⇆ \| 绿岛湖公交枢纽站 \| 2元 \| \| \| \| 133 \| 万科城 \| ⇆ \| 岭南大道公交枢纽站 \| 2元 \| \| \| \| 163 \| 世纪莲公交枢纽站 \| ⇆ \| 绿岛湖公交枢纽站 \| 2元 \| \| \| \| 178B \| 欧洲工业园 \| ⇆ \| 智慧新城 \| 2元 \| \| \| \| 183 \| 佛山火车站 \| ⇆ \| 禅港西路总站 \| 2元 \| \| \| \| 184 \| 朝安公交首末站 \| ⇆ \| 绿岛湖公交枢纽站 \| 2元 \| \| \| \| K2 \| 惠云园公交首末站 \| ⇆ \| 西樵车站 \| 3元 \| \| \| \| G13 \| 顺联公园里 \| 全程 ⇆ \| 紫南商贸城 \| 2元 \| 原 168 \| \| 短线 ⇆ \| G13 \| 顺联公园里 \| 季华园 \| \| 2元 \| 原 168 \| \| \| 高峰1 \| 岭南大道公交枢纽站 \| ⇆ \| 华夏陶瓷博览城 \| 2元 \| 仅工作日服务 \| \| \| 高峰3 \| 已于2023年1月1日停办 \| 已于2023年1月1日停办 \| 已于2023年1月1日停办 \| 已于2023年1月1日停办 \| 已于2023年1月1日停办 \| |       |                      |                      |                      |                      |                      |
| 编号 | 编号  | 线路                 | 线路                 | 线路                 | 收费                 | 备注                 |
| | 117   | 镇安公交首末站       | ⇆                    | 绿岛湖公交枢纽站     | 2元                  |                      |
| | 133   | 万科城               | ⇆                    | 岭南大道公交枢纽站   | 2元                  |                      |
| | 163   | 世纪莲公交枢纽站     | ⇆                    | 绿岛湖公交枢纽站     | 2元                  |                      |
| | 178B  | 欧洲工业园           | ⇆                    | 智慧新城             | 2元                  |                      |
| | 183   | 佛山火车站           | ⇆                    | 禅港西路总站         | 2元                  |                      |
| | 184   | 朝安公交首末站       | ⇆                    | 绿岛湖公交枢纽站     | 2元                  |                      |
| | K2    | 惠云园公交首末站     | ⇆                    | 西樵车站             | 3元                  |                      |
| | G13   | 顺联公园里           | 全程 ⇆               | 紫南商贸城           | 2元                  | 原 168               |
| 短线 ⇆ | G13   | 顺联公园里           | 季华园               |                      | 2元                  | 原 168               |
| | 高峰1 | 岭南大道公交枢纽站   | ⇆                    | 华夏陶瓷博览城       | 2元                  | 仅工作日服务         |
| | 高峰3 | 已于2023年1月1日停办 | 已于2023年1月1日停办 | 已于2023年1月1日停办 | 已于2023年1月1日停办 | 已于2023年1月1日停办 |

## 历史
本站和邻近的张槎站在佛山市早期的“八线规划”阶段期间，仅为2号线的中途站。后来佛山市城市轨道交通规划变更，4号线改为经过本站和张槎站，与2号线换乘。其后确定本站与张槎站为连续同台换乘站的设计，實現了季華路主要路段的地鐵全面覆蓋，乘客只需最多一次轉乘即可來往季華路上各地鐵車站。
本站规划和施工阶段均被命名为莲塘站，该站名取自附近的莲塘村。因莲塘站与广州地铁9号线的同名车站重名，本站于2021年12月初正式更名为智慧新城站，成为自白云东平站后广佛线网内第二个因重名而更名的车站。新站名取自临近的智慧新城园区。
因车站在距开通前已不足一个月时才确定更名，在此前车站装修时站台墙面已印有“莲塘”字样的大字；同时已经生产完成的2号线开通纪念票票册上线路图亦全数印有“莲塘”的站名。受此影响，在车站开通初期站台墙面以印有“智慧新城”的贴纸覆盖，其后更换为正式印有“智慧新城”的装修物料；而2号线开通纪念票在开通当天发售时均另外附带一张字条，解释莲塘站已更名为智慧新城站。

## 未来发展
佛山地铁4号线将设有智慧新城站，与2号线换乘。届时外侧站台将会作为4号线的3、4号站台启用。
本站与张槎站为连续同台换乘站。其中本站为逆向同台换乘站，2号线广州南站方向的乘客可同台换乘4号线北江大道方向，4号线港口路方向的乘客可同台换乘2号线南庄方向，反向同理。
未来车站结构
| 地下一层 | 站厅     | 售票機、客服中心、商店、警务室、安检设施 |  |  |
| 地下二层 | 4 站台   | █4号线 北江大道方向（下站：绿岛湖中）    |  |  |
|          | 岛式站台 |                                          |  |  |
|          | 1 站台   | █2号线 广州南站方向（下站：张槎）        |  |  |
|          | 2 站台   | █2号线 南庄方向（下站：绿岛湖）          |  |  |
|          | 岛式站台 |                                          |  |  |
|          | 3 站台   | █4号线 港口路方向（下站：张槎）          |  |  |